# Grupo de la autunita

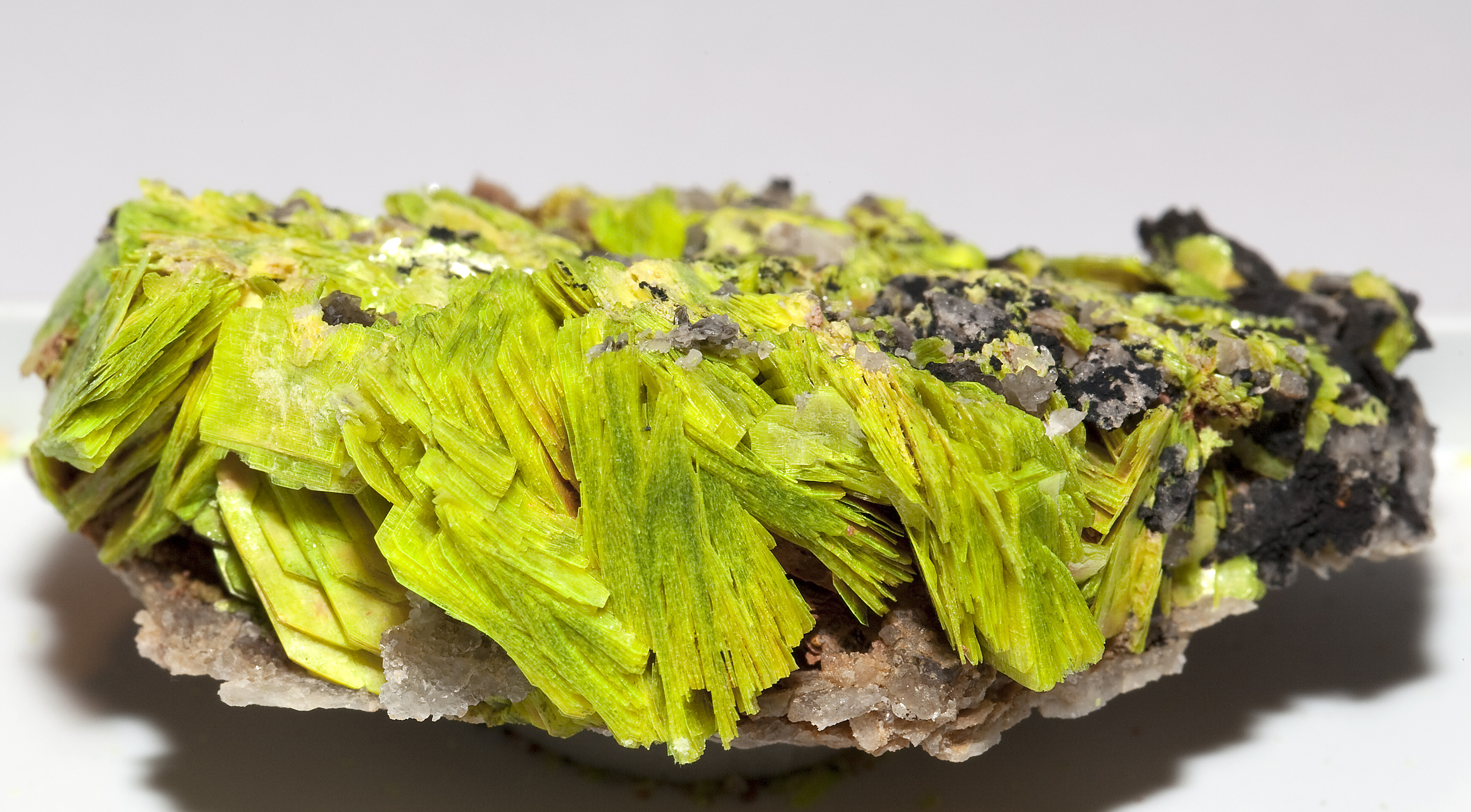
Autunita, uno de los minerales más representativos del grupo.

Grupo de la autunita, también conocido como grupo de la torbernita, es el nombre dado a un grupo de fosfatos y arseniatos de uranil hidratados análogos, asociados entre sí químicamente y estructuralmente. Debe su nombre a uno de sus minerales más prominentes, la autunita.

## Propiedades
Los minerales de este grupo son fosfatos y arseniatos de uranil hidratados, de fórmula general A(UO2)2(XO4)2·nH20, donde n=10 o 12 (a excepción de la autunita y la sabugalita); "A"=Mg, Ca, Ba, Cu o Fe; y "X"=As o P. Sus sistemas de cristalización son diversos, repartiéndose entre ortorrómbicos, tetragonales, monoclínicos y triclínicos. Por su alto contenido en uranio (alrededor de un 40%), son especies con alta radiactividad, y son muy inestables químicamente, deshidratándose con rapidez al ser expuestas al aire o al calor.  Todos son minerales secundarios, formados en la zona de oxidación de yacimientos de uranio y otros elementos.

## Minerales del grupo

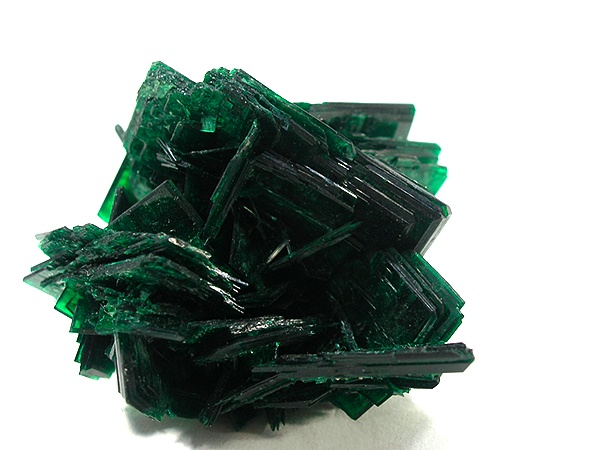
Torbernita, el primer mineral descubierto perteneciente a este grupo.

- Autunita=Ca(UO2)2(PO4)2·11H20
- Uranospinita=Ca(UO2)2(AsO4)2·10H20
- Torbernita=Cu(UO2)2(PO4)2·12H20
- Zeunerita=Cu(UO2)2(AsO4)2·12H20
- Uranocircita=Ba(UO2)2(PO4)2·10H20
- Heinrichita=Ba(UO2)2(AsO4)2·10H20
- Saléeita=Mg(UO2)2(PO4)2·10H20
- Nováčekita-I=Mg(UO2)2(AsO4)2·12H20
- Kahlerita=Fe(UO2)2(AsO4)2·12H20
- Sabugalita=HAl(UO2)2(PO4)2·16H20